# آق‌بلاغ رستم‌خانی
آقبلاغ رستم‌خان روستایی است که در استان اردبیل، شهرستان اردبیل، بخش مرکزی، دهستان شرقی قرار دارد.

## جمعیت
بر اساس سرشماری سال۱۳۹۵ جمعیّت این روستا ۲۵۴۷ نفر با ۵۱۸ خانوار بوده‌است.